# Carel Cypriaan Gerard de Pesters
Jhr. Carel Cypriaan Gerard de Pesters (Utrecht, 12 juli 1832 − Groesbeek, huis den Heuvel, 24 september 1915) was een Nederlands burgemeester.

## Biografie
De Pesters was een telg uit het geslacht De Pesters en een zoon van jhr. mr. Jan Everard de Pesters, heer van Cattenbroek (1802-1879) en Jacoba Margaretha van Hengst (1809-1875). Hij studeerde af aan de Universiteit Utrecht op het proefschrift Theses juridicae inaugurales. Hij trouwde in 1860 met Paulina Johanna Maria van Beeck Calkoen (1837-1865), telg uit het geslacht Calkoen, met wie hij een dochter kreeg. Hij trouwde vervolgens in 1869 met Joanna Jacoba van Dielen (1839-1872). Een derde maal trouwde hij in 1875 met Maria van der Brugghen (1837-1876), telg uit het geslacht Van der Brugghen; met haar kreeg hij ook een dochter. Een laatste maal trouwde hij in 1878 met Johanna Maria van der Brugghen (1835-1889), zus van zijn derde echtgenote.
De Pesters was van 1860 tot 1869 burgemeester van Wijk bij Duurstede. Jhr. mr. C.C.G. de Pesters overleed op het huis den Heuvel op 83-jarige leeftijd.